# Jihomoravský krajský přebor 1978/1979
V soubojích 19. ročníku Jihomoravského krajského přeboru 1978/79 (jedna ze skupin 4. fotbalové ligy) se utkalo 16 týmů každý s každým dvoukolovým systémem podzim–jaro. Tento ročník začal v srpnu 1978 a skončil v červnu 1979.

## Nové týmy v sezoně 1978/79
- Z Divize D 1977/78 sestoupila do Jihomoravského krajského přeboru mužstva TJ Jiskra Otrokovice a TJ Tatran PKZ Poštorná.
- Ze skupin I. A třídy Jihomoravského kraje 1977/78 postoupila mužstva TJ BOPO Třebíč (vítěz skupiny A),[1] TJ Pálava Mikulov (vítěz skupiny B) a TJ Štítná nad Vláří (vítěz skupiny C).[2]

## Konečná tabulka
Zdroj: 
| Poř. | Tým                        | Z  | V  | R  | P  | VG | OG | B  |
| ---- | -------------------------- | -- | -- | -- | -- | -- | -- | -- |
| 1.   | TJ Tatran PKZ Poštorná (S) | 30 | 18 | 8  | 4  | 54 | 25 | 44 |
| 2.   | TJ Jiskra Kyjov            | 30 | 13 | 9  | 8  | 50 | 35 | 35 |
| 3.   | TJ Spartak Jihlava         | 30 | 14 | 7  | 9  | 44 | 33 | 35 |
| 4.   | TJ Sokol Lanžhot           | 30 | 14 | 7  | 9  | 44 | 43 | 35 |
| 5.   | TJ Gottwaldov „B“          | 30 | 13 | 7  | 10 | 58 | 42 | 33 |
| 6.   | TJ OP Prostějov            | 30 | 12 | 7  | 11 | 52 | 45 | 31 |
| 7.   | TJ Moravská Slavia Brno    | 30 | 13 | 5  | 12 | 43 | 46 | 31 |
| 8.   | VTJ Kroměříž               | 30 | 10 | 10 | 10 | 33 | 34 | 30 |
| 9.   | TJ Baník Ratíškovice       | 30 | 10 | 9  | 11 | 42 | 38 | 29 |
| 10.  | TJ Spartak ČKD Blansko     | 30 | 11 | 7  | 12 | 40 | 41 | 29 |
| 11.  | TJ Baník Dubňany           | 30 | 12 | 5  | 13 | 48 | 43 | 29 |
| 12.  | VTJ Hodonín                | 30 | 10 | 8  | 12 | 46 | 52 | 28 |
| 13.  | TJ Štítná nad Vláří (N)    | 30 | 11 | 5  | 14 | 36 | 49 | 27 |
| 14.  | TJ Jiskra Otrokovice (S)   | 30 | 8  | 10 | 12 | 42 | 44 | 26 |
| 15.  | TJ BOPO Třebíč (N)         | 30 | 8  | 5  | 17 | 46 | 66 | 21 |
| 16.  | TJ Pálava Mikulov (N)      | 30 | 6  | 5  | 19 | 25 | 67 | 17 |

Poznámky:
- Z = Odehrané zápasy; V = Vítězství; R = Remízy; P = Prohry; VG = Vstřelené góly; OG = Obdržené góly; B = Body; (S) = Mužstvo sestoupivší z vyšší soutěže; (N) = Mužstvo postoupivší z nižší soutěže (nováček)

|  | Postup do Divize D 1979/80                               |
|  | Sestup do skupin I. A třídy Jihomoravského kraje 1979/80 |